# Кубок європейських чемпіонів 1960—1961
Кубок європейських чемпіонів 1960—1961 — 6-й сезон Кубка європейських чемпіонів, головного європейського клубного турніру.

### Кваліфікаційний раунд
| Команда 1                    | Заг.  | Команда 2          | 1-й матч | 2-й матч |
| ---------------------------- | ----- | ------------------ | -------- | -------- |
| Харт оф Мідлотіан (Единбург) | 1:5   | Бенфіка (Лісабон)  | 1:2      | 0:3      |
| Црвена Звезда (Белград)      | 1:5   | Уйпешт (Будапешт)  | 1:2      | 0:3      |
| Фредрікстад                  | 4:3   | Аякс (Амстердам)   | 0:0      | 4:3      |
| Орхус                        | 3:1   | Легія (Варшава)    | 3:0      | 0:1      |
| Ювентус (Турин)              | 3:4   | ЦДНА (Софія)       | 2:0      | 1:4      |
| ГІФК (Гельсінкі)             | 2:5   | ІФК Мальме         | 1:3      | 1:2      |
| Рапід (Відень)               | 4:1   | Бешикташ (Стамбул) | 4:0      | 0:1      |
| Лімерик                      | 2:9   | Янґ Бойз (Берн)    | 0:5      | 2:4      |
| Реймс                        | 11:1  | Женесс (Еш)        | 6:1      | 5:0      |
| Барселона                    | 5:0   | Льєрс              | 2:0      | 3:0      |
| Вісмут Карл-Маркс-Штадт      | відм. | Ґленавон           |          |          |
| Спартак (Градець-Кралове)    | відм. | КЦА (Бухарест)     |          |          |

### Перший раунд
| Команда 1                 | Заг.    | Команда 2               | 1-й матч | 2-й матч |
| ------------------------- | ------- | ----------------------- | -------- | -------- |
| Бенфіка (Лісабон)         | 7:4     | Уйпешт (Будапешт)       | 6:2      | 1:2      |
| Орхус                     | 4:0     | Фредрікстад             | 3:0      | 1:0      |
| ІФК Мальме                | 2:1     | ЦДНА (Софія)            | 1:0      | 1:1      |
| Рапід (Відень)            | 3:3 1:0 | Вісмут Карл-Маркс-Штадт | 3:1      | 0:2      |
| Янґ Бойз (Берн)           | 3:8     | Гамбург                 | 3:3      | 0:5      |
| Бернлі                    | 4:3     | Реймс                   | 2:0      | 2:3      |
| Спартак (Градець-Кралове) | 1:0     | Панатінаїкос (Афіни)    | 1:0      | 0:0      |
| Реал Мадрид               | 3:4     | Барселона               | 2:2      | 1:2      |

### Чвертьфінали
| Команда 1         | Заг. | Команда 2                 | 1-й матч | 2-й матч |
| ----------------- | ---- | ------------------------- | -------- | -------- |
| Бенфіка (Лісабон) | 7:2  | Орхус                     | 3:1      | 4:1      |
| Рапід (Відень)    | 4:0  | ІФК Мальме                | 3:0      | 1:0      |
| Бернлі            | 4:5  | Гамбург                   | 3:1      | 1:4      |
| Барселона         | 5:1  | Спартак (Градець-Кралове) | 4:0      | 1:1      |

### Півфінали
| Команда 1         | Заг.    | Команда 2      | 1-й матч | 2-й матч  |
| ----------------- | ------- | -------------- | -------- | --------- |
| Бенфіка (Лісабон) | 4:1     | Рапід (Відень) | 3:0      | 1:1 прип. |
| Барселона         | 2:2 1:0 | Гамбург        | 1:0      | 1:2       |

### Фінал
| 31 травня 1961 |

| Бенфіка (Лісабон)                       | 3:2 | Барселона           |
| --------------------------------------- | --- | ------------------- |
| Агуаш 30' Рамальєтс 32' (аг) Колуна 55' |     | Кочіш 20' Цибор 75' |

| Ванкдорф, Берн Глядачів: 26 732 Арбітр: Готтфрід Дінст |